# Midnapur
Midnapur ou Medinipur (em bengali: মেদিনীপুর; em inglês: Midnapore) é uma cidade e um município no estado de Bengala Ocidental, na Índia. É a sede do distrito de Midnapur Ocidental. Ela está situado nas margens do rio Kangsabati (também conhecido como Kasai e Cossye).

## Demografia
No censo de 2011, o município de Midnapur tinha uma população de 169.264 habitantes, dos quais 84.977 eram homens e 84.287 eram mulheres. A população de 0 a 6 anos era de 15.172. A taxa de alfabetização efetiva para a população de 7 anos ou mais foi de 88,99 por cento.